# Delphyre distincta
Delphyre distincta là một loài bướm đêm thuộc phân họ Arctiinae, họ Erebidae.